# Gnadenbild Unsere Liebe Frau von Engelport

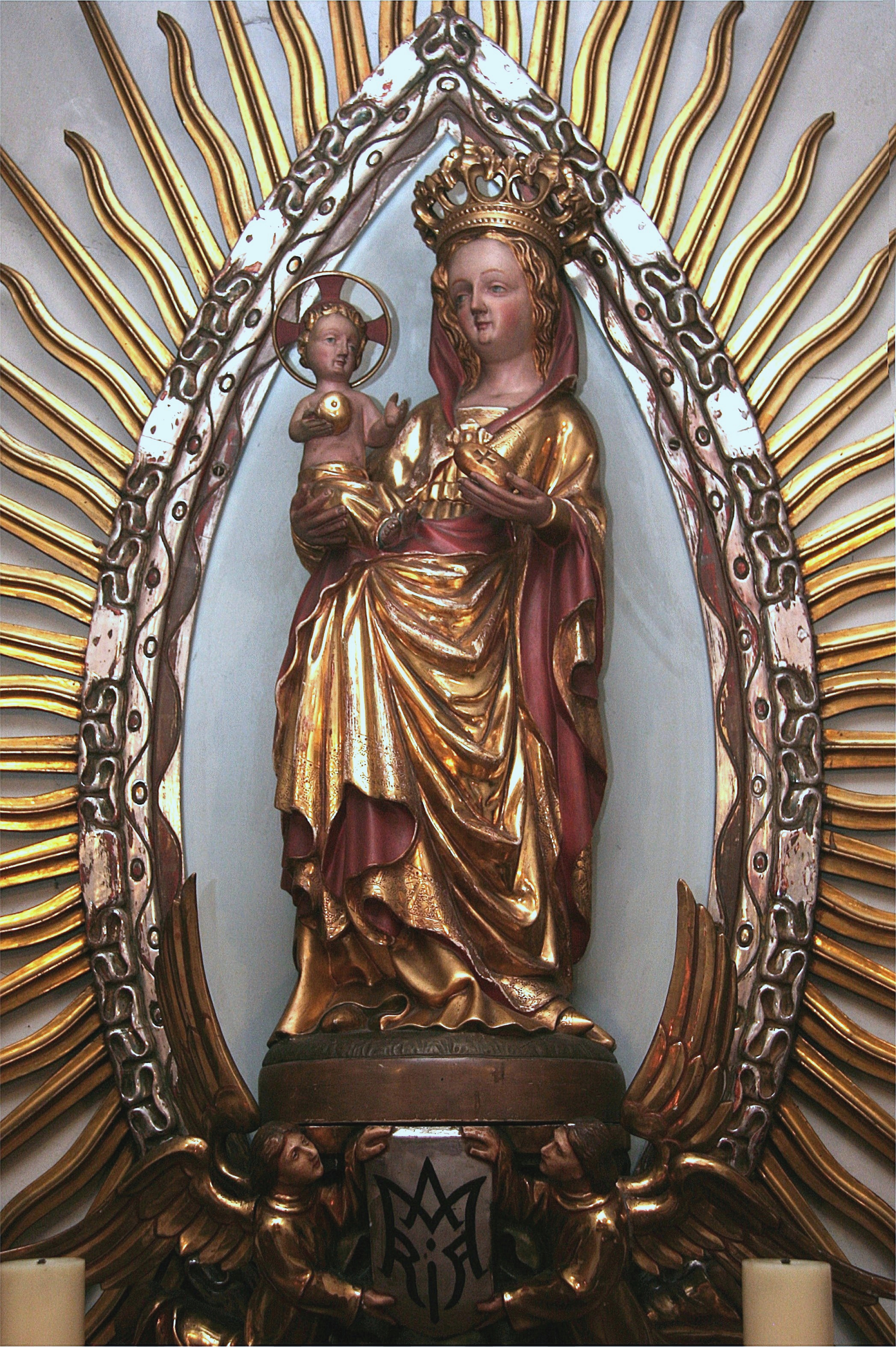
Gnadenbild „Unsere Liebe Frau von Engelport“

Das Gnadenbild Unsere Liebe Frau von Engelport ist eine um 1420 entstandene Marienstatue, die 1913 ins Kloster Maria Engelport, am Rande des Hunsrücks im Flaumbachtal in der Nähe von Treis-Karden, überführt wurde.

## Vorgeschichte
Maria ist schon immer Bestandteil des Klosternamens und in dem ältesten Konventssiegel aus dem Jahre 1279 heißt es in der Umschrift in deutscher Übersetzung „Konvent der Heiligen Maria in Engelport“. Auf dem Siegel sind die Motive Mariä Verkündigung durch den Erzengel Gabriel und die Krönung Mariens zur Himmelskönigin durch einen Engel dargestellt.
Zwar spielte die Marienverehrung im Kloster Engelport während der ersten Jahrhunderte keine herausragende Rolle, es gibt aber diverse Hinweise darauf. So stiftete ein Kölner Bürger namens Florian vor 1406 ein Marienbild und 1603 vererbte Lucia von Piesport den Prämonstratenserinnen Geld für die Anschaffung eines Marienbildes. Zwischen 1890 und 1903 fand man bei Aufräumarbeiten im Schutt des abgerissenen Klosters zwei Marienstatuen, von denen eine um 1600 angefertigte heute in Privatbesitz ist und eine um 1750/1760 erstellte in der Kirche zu Laudert auf dem Hunsrück steht.
Für 1452 ist für Engelport ein Marienaltar urkundlich belegt und 1818 existierte noch ein altdeutsches Altarbild mit Szenen aus dem Leben Mariens. Dieses Altarbild soll von dem Kölner Künstler Vinzenz Huber stammen, der um 1541 lebte.
Mit der Übernahme der Klosterruinen und dem Bau eines Missionshauses durch die Oblaten der Unbefleckten Jungfrau Maria OMI im Jahre 1903 begann in Engelport eine intensive Marienverehrung.

## Überführung des Gnadenbildes
Der damals größte Gönner Engelports, Pfarrer Peter Haubrich (1843–1923) aus Pommern (Mosel), war dabei die treibende Kraft. Er hatte in der Sammlung des Trierer Domvikars Josef Hulley (1852–1913) eine Marienstatue entdeckt, die vermeintlich aus Alt-Engelport stammte. Auch wenn schon damals Zweifel daran aufkamen, organisierte Haubrich am 27. Juli 1913 eine pompöse Überführung, an der 3000 Menschen teilgenommen haben sollen.
Nach der Segnung durch Erzbischof Augustin Dontenwill OMI, dem damaligen Generaloberen der Oblaten, wurde die Statue zunächst auf der Evangelienseite bzw. links vor dem Chor aufgestellt. Später erhielt sie eine eigene, für sie gebaute Seitenkapelle.
Am 23. Juni 2013 wurde die Einhundertjahrfeier der Überführung des Engelporter Gnadenbildes mit einem von Diözesanbischof Stephan Ackermann geleiteten Pontifikalamt begangen. Im Anschluss daran referierte Norbert J. Pies über die historischen Hintergründe der Engelporter Marienverehrung, bevor die Oblaten zum Empfang in den Wendelinushof einluden.

## Kunstgeschichtliche Aspekte
Das Gnadenbild ist eine 88 cm hohe Mondsichelmadonna mit dem Kinde. Sie ist aus Holz geschnitzt und farbig gefasst. 1928 wurde sie von dem Altarbauer und Bildhauer Henricus Josefus Hubertus Helwegen (1883–1956) teilweise vergoldet und neu gefasst. Das Marienbild stammt vermutlich aus einer Kölner oder Mainzer Werkstatt.

## Überlieferungsfehler
Auffällig ist das Attribut eines geweihten Brotes in der linken Hand Mariens, das auf Jesus als Brot des Lebens (Joh. 6, 35) hinweist. Es wurde in der Vergangenheit fehlinterpretiert und mit der Legende um die frühere Meisterin Margaretha Kratz von Scharfenstein im Jahre 1530 in Verbindung gebracht. Zu dieser Zeit existierte die Figur aber schon etwa 100 Jahre lang.
Falsch ist auch die Annahme, die letzte Meisterin habe die Madonna 1794 auf ihrer Flucht vor den Franzosen mitgenommen.